# Marathon de Boston 2003
Navigation
Édition précédente Édition suivante
Le Marathon de Boston de 2003 est la 107e édition du Marathon de Boston, disputée le 21 avril 2003 à Boston, dans le Massachusetts, aux États-Unis. Elle est remportée par le Kényan Robert Cheruiyot chez les hommes et  la Russe Svetlana Zakharova chez les femmes.